# 格里戈里·莫罗佐夫-波普列文
格里戈里·瓦西里耶维奇·莫罗佐夫－波普列文（俄语：Григорий Васильевич Морозов-Поплевин；?—1556年），俄罗斯沙皇國军事及政治人物，也是當時的一位奥科尔尼基、波雅尔以及沃伊沃德，他是波雅爾瓦西里·格里戈里耶维奇之子。